# Bill Forsyth

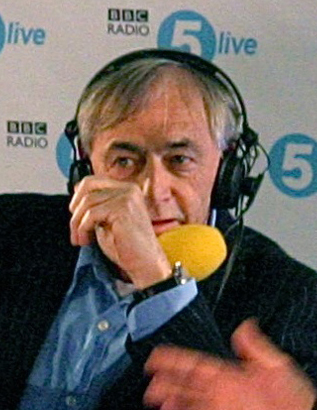
Bill Forsyth (2009)

William David „Bill“ Forsyth (* 29. Juli 1946 in Glasgow) ist ein schottischer Filmregisseur und Drehbuchautor. Seine Karriere startete er mit der Produktion von Dokumentar- und Industriefilmen, bevor er 1980 mit That Sinking Feeling seinen ersten Spielfilm drehte. Besondere Bekanntheit erlangte seine Komödie Local Hero.

## Filmographie
- 1980: That Sinking Feeling – Ein ganz schön beschissenes Gefühl
- 1980: Gregory’s Girl
- 1982: Local Hero
- 1984: Comfort and Joy
- 1987: Housekeeping – Das Auge des Sees (Housekeeping)
- 1989: Die Traumtänzer (Breaking in)
- 1994: Wer hat meine Familie geklaut? (Being Human)
- 1999: Gregory’s Two Girls

## Auszeichnungen
Forsyth erhielt zweimal den BAFTA Award: 1982 für das beste Drehbuch (Gregory’s Girl) und 1984 für die beste Regie (Local Hero).